# Wrząca (struga)
Wrząca – struga, prawostronny dopływ Sokołówki o długości 7,08 km.
Pierwotnie obszar źródłowy tej rzeki znajdował się we wschodniej części Lasu Chełmskiego na obszarze Zgierza. Obecnie rzeka rozpoczyna swój bieg w suchym rowie ukształtowanym naturalnie w Zgierzu przy ulicy Mokrej. Następnie wpada do zbiornika wodnego Nowa Gdynia. Biegnie wzdłuż granicy z Łodzią i wpada do Sokołówki.